# Sangre entera
La sangre entera, completa  o total (ST) es sangre humana de una donación de sangre estándar.  Se utiliza en el tratamiento de hemorragias masivas, en las transfusiones de intercambio y cuando las personas se donan sangre a sí mismas.  Una unidad eleva los niveles de hemoglobina en aproximadamente 10 g/L. El emparejamiento cruzado se realiza generalmente antes de que se administre la sangre.  Se administra por inyección en una vena.
Los efectos secundarios incluyen reacciones alérgicas como anafilaxis, degradación de los glóbulos rojos, potasio elevado en sangre, infección, sobrecarga de volumen y lesión pulmonar.  La sangre entera está formada por glóbulos rojos, glóbulos blancos, plaquetas y plasma sanguíneo.  Es mejor dentro del primer día de recolección; sin embargo, puede ser utilizada hasta tres semanas después.  La sangre se combina típicamente con un anticoagulante y conservante durante el proceso de recolección.
La primera transfusión de sangre entera fue en 1818; sin embargo, el uso común no comenzó hasta la Primera y la Segunda Guerra Mundial.  Está en la Lista de medicamentos esenciales de la Organización Mundial de la Salud, los medicamentos más efectivos y seguros que se necesitan en un sistema de salud.  En la década de 1980, el costo de la sangre entera era de aproximadamente US$50 por unidad en los Estados Unidos.  La sangre entera ya no se usa comúnmente fuera del mundo en desarrollo y el ejército.  Se utiliza para elaborar una serie de hemoderivados, incluidos glóbulos rojos concentrados, concentrado de plaquetas, crioprecipitado y plasma fresco congelado. 

## Uso médico
La sangre entera tiene riesgos similares a una transfusión de glóbulos rojos y se debe ser compatible para evitar reacciones de transfusión hemolíticas.  La mayoría de las indicaciones de uso son idénticas a las de los glóbulos rojos y no se usa sangre entera  debido a que el plasma adicional puede contribuir a la sobrecarga circulatoria por transfusión (TACO), una complicación potencialmente peligrosa. 
La sangre completa a veces se "recrea" a partir de glóbulos rojos almacenados y plasma fresco congelado (PFC) para transfusiones neonatales.  Esto se hace para proporcionar un producto final con un hematocrito muy específico (porcentaje de glóbulos rojos) con glóbulos rojos de tipo O y plasma de tipo AB para minimizar la posibilidad de complicaciones. 

## Procesamiento
Históricamente, la sangre se transfundió como sangre entera sin procesamiento adicional.  La mayoría de los bancos de sangre ahora dividen la sangre completa en dos o más componentes, en general, los glóbulos rojos y un componente del plasma, como plasma fresco congelado.  Las plaquetas para transfusión también se pueden preparar a partir de una unidad de sangre entera.  Algunos bancos de sangre han reemplazado esto con plaquetas recolectadas por plaquetasferesis porque las plaquetas de la sangre entera, a veces llamadas plaquetas "aleatorias", deben combinarse de múltiples donantes para obtener suficiente para una dosis terapéutica. 
La sangre recolectada generalmente se separa en componentes por uno de tres métodos.  Una centrifugadora se puede usar para un "giro duro" que separa la sangre entera en plasma y glóbulos rojos o para un "giro suave" que la separa en plasma, una capa leucocitaria (utilizada para hacer plaquetas) y glóbulos rojos.  El tercer método es la sedimentación: la sangre simplemente se asienta durante la noche y las células rojas y el plasma quedan separados por interacciones gravitacionales. 

## Almacenamiento
En general, la sangre entera se almacena en las mismas condiciones que los glóbulos rojos y puede conservarse hasta 35 días si se recolecta con una solución de almacenamiento de CPDA-1 o 21 días con otras soluciones de almacenamiento comunes, como el CPD. 
Si la sangre se usará para hacer plaquetas, se mantendrá a temperatura ambiente hasta que se complete el proceso.  Esto debe hacerse rápidamente para minimizar el almacenamiento en caliente de los glóbulos rojos en la unidad. 

## Nombre
El término en inglés en los EE. UU. se entiende de forma diferente dependiendo de cómo se escriba la inicial de cada palabra. "Whole Blood" en mayúsculas se refiere a un producto estandarizado específico para transfusión o procesamiento posterior, mientras que "whole blood" es la sangre recolectada no modificada.